# Kanton La Motte-Servolex
Kanton La Motte-Servolex (francouzsky Canton de La Motte-Servolex) je francouzský kanton v departementu Savojsko v regionu Rhône-Alpes. Tvoří ho čtyři obce.

## Obce kantonu
- Bourdeau
- Le Bourget-du-Lac
- La Chapelle-du-Mont-du-Chat
- La Motte-Servolex